# Villasimius
Villasimius é uma comuna italiana da região da Sardenha, na província da Sardenha do Sul, com  cerca de 2804 habitantes. Estende-se por uma área de 58 km², tendo uma densidade populacional de 48 hab/km². Faz fronteira com Castiadas, Maracalagonis, Sinnai.
Neste município fica o Cabo Carbonara.

## Demografia
| Variação demográfica do município entre 1861 e 2011                               |
|                                                                                   |
| Fonte: Istituto Nazionale di Statistica (ISTAT) - Elaboração gráfica da Wikipedia |